# Almagat
Almagate (tên thương mại Almax) là một thuốc kháng axit chứa nhôm và magiê. Nó được mô tả lần đầu tiên vào năm 1984.

## Tác dụng phụ
Almagate được dung nạp tốt. Trong một thử nghiệm lâm sàng, tác dụng phụ phổ biến nhất là tiêu chảy và buồn nôn.